# Arctit
Arctit (von altgriechisch ἄρκτος árktos, deutsch ‚Nordpol, Nordgegend‘) ist ein sehr selten vorkommendes Mineral aus der Mineralklasse der „Phosphate, Arsenate und Vanadate“ mit der chemischen Zusammensetzung Na5BaCa7[F3|(PO4)6] beziehungsweise in der international anerkannten Schreibweise (Na5Ca)Ca6Ba(PO4)6F3. Arctit ist damit ein Natrium-Barium-Calcium-Phosphat mit zusätzlichen Fluor-Ionen.
Arctit kristallisiert im trigonalen Kristallsystem und entwickelt farblose bis weiße Kristalle von bis zu drei Zentimetern Größe mit einem glasähnlichen Glanz auf den Oberflächen.

## Etymologie und Geschichte
Erstmals entdeckt wurde Arctit 1980 in einem Bohrkern aus dem Flusstal des Wuonnemjok im östlichen Teil der Chibinen und etwa 20 km westlich vom See Umbosero (Lake Umba) auf der russischen Halbinsel Kola. Die Erstbeschreibung des Minerals erfolgte 1981 durch A. P. Khomyakov, A. V. Bykova und T. A. Kurova, die es nach der Arktischen Zone benannten, in der dessen Typlokalität liegt.
Die in der Erstbeschreibung angegebene chemische Formel Na2Ca4(PO4)3F wurde 1984 von Elena V. Sokolova, N. A. Yamnova, Y. K. Egorov-Tismenko und A. P. Khomyakov zu Na5BaCa7(PO4)6F3 korrigiert, nachdem sich in deren Strukturanalysen herausstellte, dass diese besser mit den Ergebnissen der Analyse korrespondierte.
Das Typmaterial des Minerals wird im Bergbau-Museum der Staatlichen Bergbau-Universität Sankt Petersburg in Sankt Petersburg unter der Katalog-Nr. 120/1, im Geologischen Museum der Russischen Akademie der Wissenschaften in Apatity unter der Katalog-Nr. 5708/2 und im Mineralogischen Museum der Russischen Akademie der Wissenschaften in Moskau unter der Katalog-Nr. 82132 sowie im Natural History Museum in London (England) unter der Katalog-Nr. 1994,2 aufbewahrt.

## Klassifikation
Da der Arctit erst 1980 entdeckt und als eigenständiges Mineral anerkannt wurde, ist er in der seit 1977 veralteten 8. Auflage der Mineralsystematik nach Strunz nicht verzeichnet. Einzig im zuletzt 2018 überarbeiteten und aktualisierten Lapis-Mineralienverzeichnis nach Stefan Weiß, das sich aus Rücksicht auf private Sammler und institutionelle Sammlungen noch nach dieser klassischen Systematik von Karl Hugo Strunz richtet, erhielt das Mineral die System- und Mineral-Nr. VII/B.21-20. In der „Lapis-Systematik“ entspricht dies der Klasse der „Phosphate, Arsenate und Vanadate“ und dort der Abteilung „Wasserfreie Phosphate, mit fremden Anionen F,Cl,O,OH“, wo Arctit zusammen mit Abuit, Moraskoit und Nefedovit eine eigenständige, aber unbenannte Gruppe bildet.
Die seit 2001 gültige und von der International Mineralogical Association (IMA) bis 2009 aktualisierte 9. Auflage der Strunz’schen Mineralsystematik ordnet den Arctit ebenfalls in die Abteilung der „Phosphate usw. mit zusätzlichen Anionen; ohne H2O“ ein. Diese ist allerdings weiter unterteilt nach der relativen Größe der beteiligten Kationen und dem Stoffmengenverhältnis der zusätzlichen Anionen zum Phosphat-, Arsenat- beziehungsweise Vanadatkomplex, so dass das Mineral entsprechend seiner Zusammensetzung in der Unterabteilung „Mit ausschließlich großen Kationen; (OH usw.) : RO4 = 0,33 : 1“ zu finden ist, wo es als einziges Mitglied die unbenannte Gruppe 8.BN.10 bildet.
Auch die vorwiegend im englischen Sprachraum gebräuchliche Systematik der Minerale nach Dana ordnet den Arctit in die Klasse der „Phosphate, Arsenate und Vanadate“ und dort in die Abteilung der „Wasserfreie Phosphate etc., mit Hydroxyl oder Halogen“ ein. Hier ist er als einziges Mitglied in der unbenannten Gruppe 41.05.18 innerhalb der Unterabteilung „Wasserfreie Phosphate etc., mit Hydroxyl oder Halogen mit (AB)2(XO4)Zq“ zu finden.

## Kristallstruktur
Arctit kristallisiert trigonal in der Raumgruppe R3m (Raumgruppen-Nr. 166) mit den Gitterparametern a = 7,09 Å und c = 41,32 Å sowie drei Formeleinheiten pro Elementarzelle.
Die Kristallstruktur von Arctit besteht aus drei unterschiedlich aufgebauten Schichten parallel der Flächen (0001). In der ersten Schicht werden 12-fach koordinierte Bariumatome (Ba[12]) ikosaedrisch über PO4-Tetraeder verbunden. Die zweite Schicht bilden Tripletts von kantenverknüpften Ca[7]-Polyeder mit PO4-Tetraedern und Fluoratomen und in der dritten Schicht werden Ca[7]-Polyeder über gemeinsam genutzte Flächen miteinander verknüpft. Die Schichten sind jeweils über PO4-Tetraeder verbunden.

## Eigenschaften
In Wasser ist Arcit unlöslich, er lässt sich allerdings in verdünnter (1 : 20 bzw. 5 %) Salzsäure (HCl) lösen.

## Bildung und Fundorte
Arctit bildet sich in der Spätphase pneumatolytischer Gesteinsumwandlungen in pegmatitischen Äderchen, die differenzierte Alkalimassiven durchdringen. Als Begleitminerale treten unter anderem Aegirin, Kostylevit, Lomonosovit, Natisit, Natrosilit, Paraumbit, Rasvumit, Thénardit, Umbit, Villiaumit, Vuonnemit, Wadeit und Zirsinalith auf.
Arctit zählt zu den sehr seltenen Mineralbildungen, das nur in wenigen Proben aus bisher 4 dokumentierten Fundorten bekannt ist, die bisher alle in den Chibinen auf der russischen Halbinsel Kola liegen (Stand 2019). Außer an seiner Typlokalität, dem Flusstal des Wuonnemjok, fand sich das Mineral noch am Koaschwa in Mineralproben aus dem gleichnamigen Tagebau Koaschwa (auch Vostochnyi Mine) und am Fundpunkt IGC Stop 2-3 in den bei einer Exkursion gesammelten Proben. Daneben konnte Arctit noch in Mineralproben entdeckt werden, die am Rischorr gesammelt wurden.